# Beloniformes

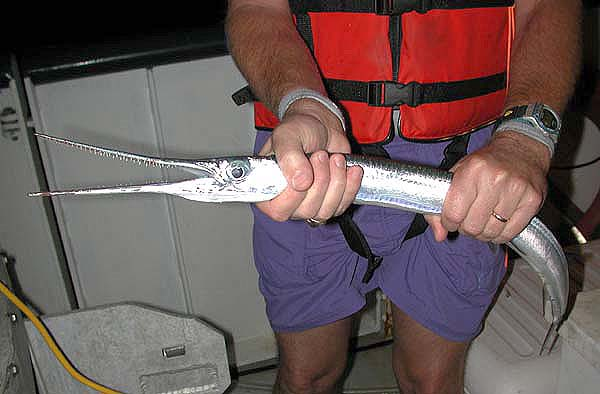
Tylosurus crocodilus

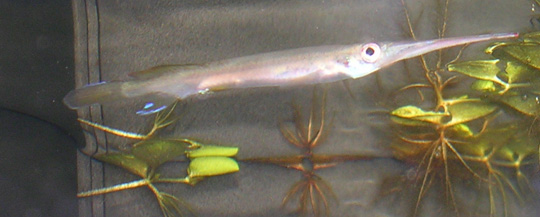
Hemirhamphodon pogonognathus

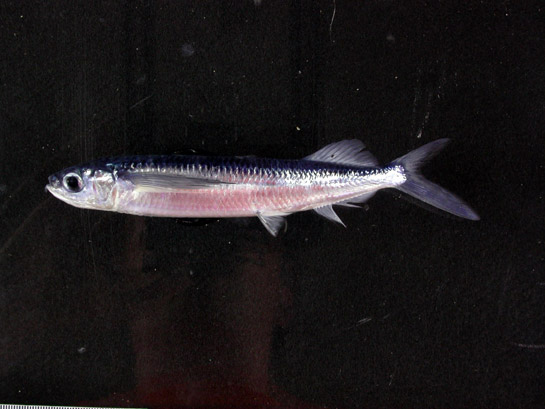
Oxyporhamphus micropteru

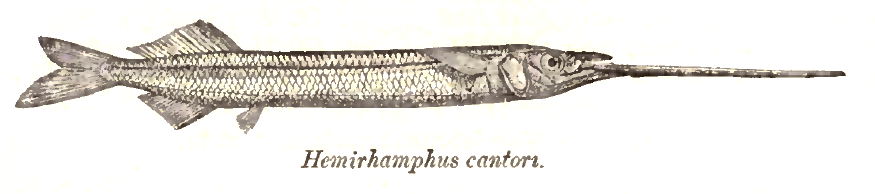
Rhynchorhamphus georgii

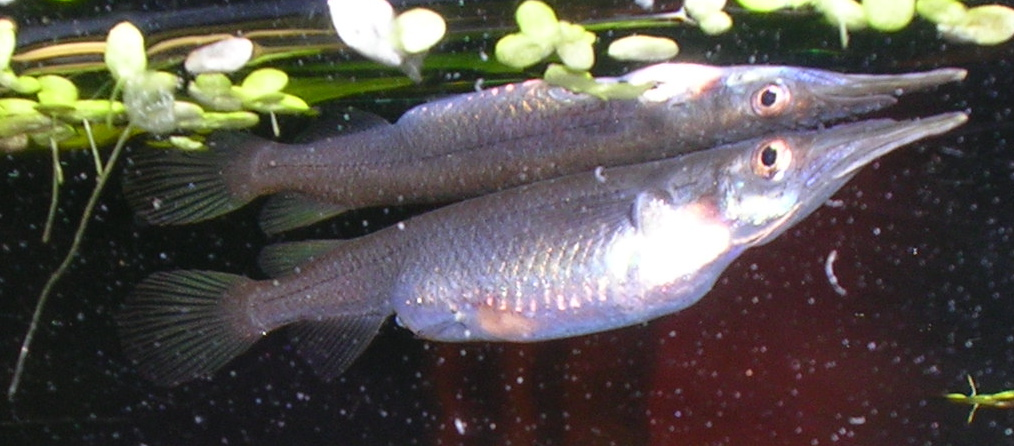
Dermogenys sumatrana

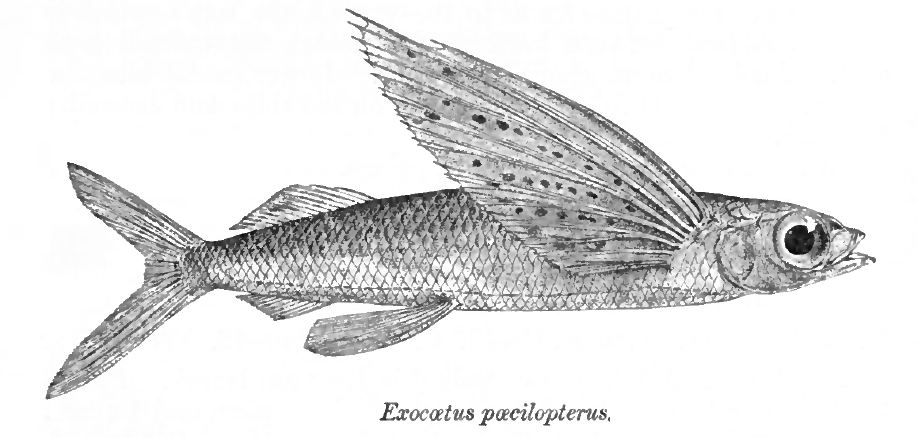
Cypselurus poecilopterus

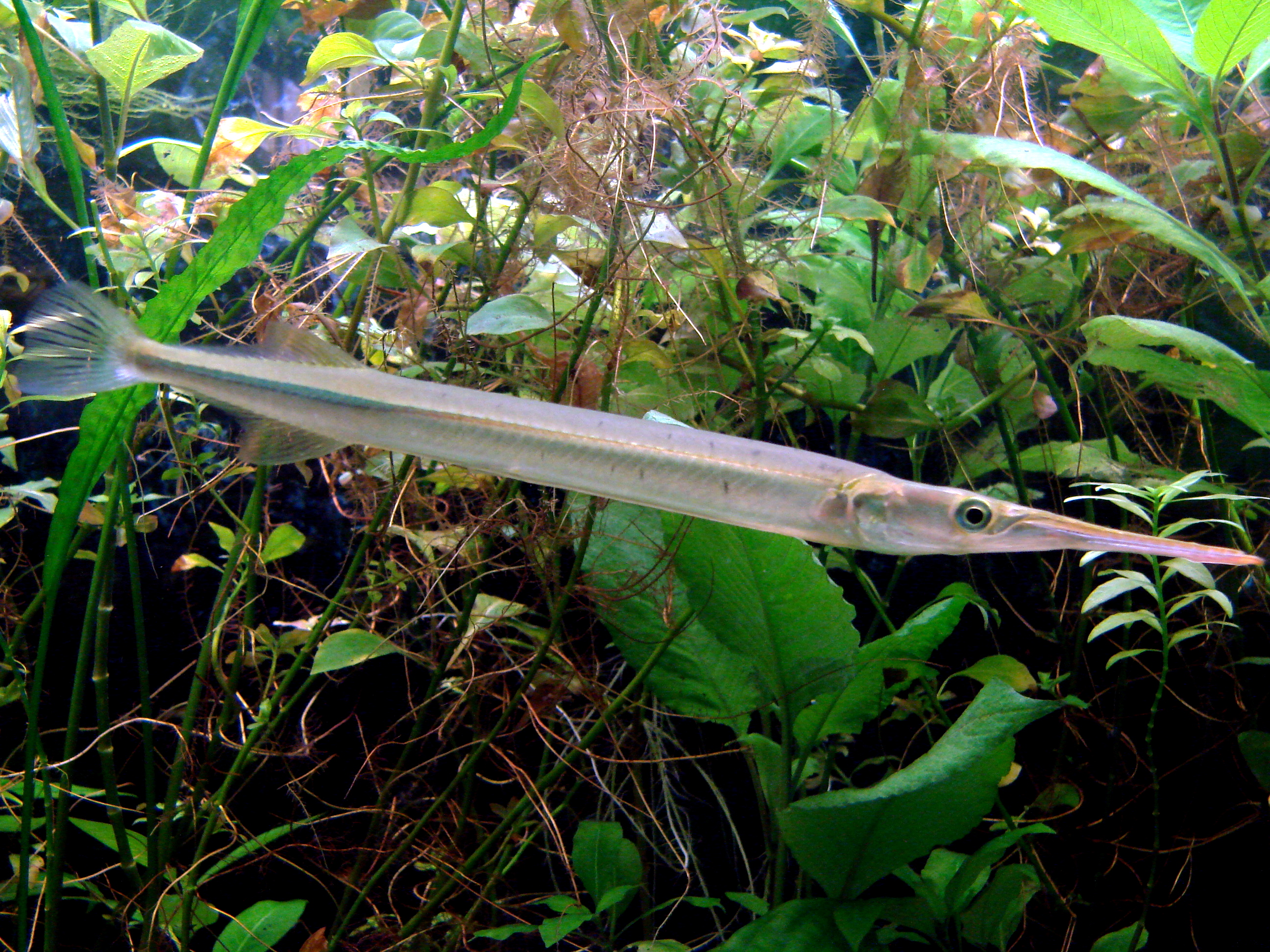
Xenentodon cancila

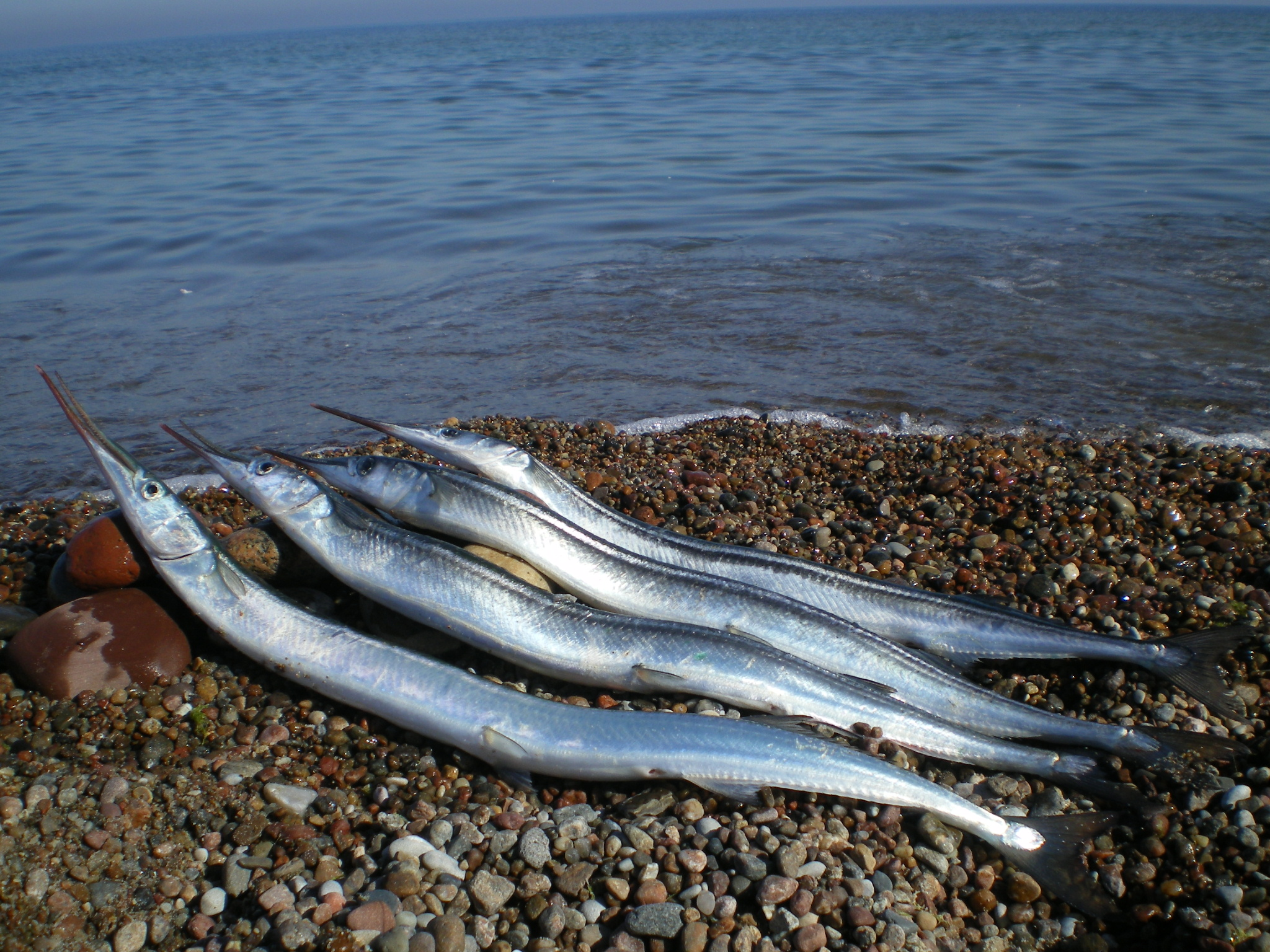
Belone belone

Els beloniformes (Beloniformes) són un ordre de peixos teleostis del superordre dels acantopterigis.

## Morfologia
- La majoria són peixos de mida mitjana.
- Cos molt allargat.
- Mancats de radis espinosos a les aletes.
- Línia lateral ínfera.
- Escates cicloides.
- Aletes anal, dorsal i ventrals en posició posterior.
- Mostren una interessant varietat de mandíbules. Així, la família Adrianichthyidae presenta una enormement allargada mandíbula inferior, tant en juvenils com en adults. En canvi, en les famílies Belonidae i Scomberesocidae ambdues mandíbules (superior i inferior) són allargades en els adults, mentre que els juvenils d'algunes espècies passen per una fase de mandíbula inferior allargada i superior normal, per després desaparèixer en els adults. Aquest allargament juvenil desapareix gairebé per complet en les espècies de la família Exocoetidae (peixos voladors).[3]

## Alimentació
Es nodreixen d'algues, plàncton o animals més petits (incloent-hi altres peixos).

## Hàbitat
La majoria d'espècies són marines, encara que algunes habiten aigües salobres o dolces.

## Costums
Acostumen a viure a prop de la superfície de l'aigua i, alguns representants, són capaços de saltar-ne fora. Així, Dermogenys pusillus és capaç de vols rasants damunt la superfície de l'aigua gràcies a un desenvolupament més notable de les aletes pectorals. Els veritables peixos voladors (família Exocoetidae) aconsegueixen de planar en saltar fora de l'aigua gràcies a un desenvolupament exagerat de les aletes pectorals, que semblen ales.

## Taxonomia
La seva classificació és controvertida i, recentment, s'han fet alguns canvis. S'agrupen en cinc famílies de dos subordres diferents:
- Subordre Adrianichthyoidei
  - Família Adrianichthyidae
- Subordre Belonoidei
  - Superfamília Exocoetoidea
    - Família Exocoetidae
    - Família Hemiramphidae

  - Superfamília Scomberesocoidea
    - Família Belonidae
    - Família Scomberesocidae[1][7][8][9][10][11][12][13][14][15]

## PrincipalsespèciesalsPaïsos Catalans
- Belone belone (agulla)
- Cypselurus heterurus (verat volador, peix volador)
- Dermogenys pusillus
- Exocoetus volitans (orenyola, orenol, peix volador, exocet)
- Scomberesox saurus (trumfau)
- Strongylura acus (agulla imperial)[6]